# فرودگاه اسمدرو
فرودگاه اسمدرو (به انگلیسی: Smederevo Airport) یک فرودگاه غیرنظامی با کد یاتا SDO است که یک باند فرود چمن دارد و طول باند آن ۱۰۰۰ متر است. این فرودگاه در کشور صربستان قرار دارد و در ارتفاع ۶۸ متری از سطح دریا واقع شده است.